# TNEF
TNEF (zkratka z anglického Transport Neutral Encapsulation Format, tedy zhruba přenosově neutrální zapouzdřující formát) je proprietární formát příloh elektronické pošty používaný aplikacemi Microsoft Outlook a Microsoft Exchange Server. Příloha ve formátu TNEF je nejčastěji pojmenováno winmail.dat nebo win.dat a její MIME typ je Application/MS-TNEF.

## Přehled
Některé přílohy ve formátu TNEF obsahují pouze metadata navíc sloužící k formátování e-mailu, tedy vnořené (OLE) dokumenty nebo zvláštní formuláře (tlačítka, kolonky) podporované Microsoft Outlookem. Jiné TNEF přílohy obsahují soubor jako přílohu e-mailové zprávy.
V Microsoft Outlooku nelze explicitně vytváření TNEF příloh ani zapnout, ani vypnout. Pokud je ovšem vybrán jako odesílací formát RTF, dochází k implicitnímu zapnutí TNEF příloh a ty jsou pak posílány místo standardních a obvyklejších příloh dle standardu MIME. Je-li nastaven jako odesílací formát prostý text nebo HTML, pak Outlook obvykle posílá zprávy dle standardu MIME, ovšem i tehdy může dojít k odeslání ve formátu TNEF, pokud to vyžaduje nějaké jiné nastavení.
Přílohy TNEF obsahují také choulostivé informace (uživatelské jméno, adresářová cesta k souboru osobních složek), což může být pro uživatele motivace k potlačování jejich odesílaní.